# یاروسلاف خما
یاروسلاف خما (اوکراینی: Ярослав Богданович Хома؛ زادهٔ ۱۷ فوریهٔ ۱۹۷۴) بازیکن فوتبال اهل اوکراین است.
از باشگاه‌هایی که در آن بازی کرده‌است می‌توان به باشگاه فوتبال متالورگ زاپروژیا و باشگاه فوتبال کارپاتی لویو اشاره کرد.
وی همچنین در تیم ملی فوتبال اوکراین بازی کرده‌است.